# Tir à l'arc aux Jeux olympiques de la jeunesse de 2014
Navigation
Édition précédente Édition suivante
Les épreuves de tir à l'arc aux jeux olympiques de la jeunesse d'été de 2014 ont lieu au Fangshan Sports Training Base de Nankin, en Chine, du 22 au 26 août 2014.

## Compétitions
| Événement          | Or                            | Argent                                           | Bronze                      |
| ------------------ | ----------------------------- | ------------------------------------------------ | --------------------------- |
| Individuel garçons | Lee Woo-seok                  | Marcus Vinicius D'Almeida                        | Atul Verma                  |
| Individuel filles  | Li Jiaman                     | Mélanie Gaubil                                   | Lee Eun-gyeong              |
| Équipes mixtes     | Li Jiaman Luis Gabriel Moreno | Cynthia Freywald Muhamad Zarif Syahiir Zolkepeli | Mirjam Tuokkola Eric Peters |